# تاریکی (ترانه امینم)
 «تاریکی» ترانه‌ای از امینم، خواننده رپ آمریکایی از یازدهمین آلبوم استودیویی وی موسیقی‌ای که توسطش به قتل برسید است. نماهنگ آن اولین نماهنگی است که برای این آلبوم منتشر شده است. این آلبوم و نماهنگ «تاریکی» بدون اعلام قبلی همزمان باهم در هفدهم ژانویه سال ۲۰۲۰ منتشر شد.

## موزیک ویدیو
در ۱۷ ژانویه سال ۲۰۲۰، یک ویدیو موسیقی از این آهنگ در کانال یوتیوب امینم منتشر شد. این فیلم از همان ترانه های متن ترانه پیروی می کند. در طول دو آیه اول، امینم را در یک اتاق تاریک با پوشیدن کاپوت و یک فرد ناشناس در یک اتاق هتل که همان کاپوت پوشیده است نشان میدهد که محاصره شده از الکل و مهمات است. در ابتدای آیه سوم، فرد کاپوت را برداشته و خود را نشان می دهد که صحنه تیرانداز لاس وگاس است، پیش از آنکه از پنجره هتل آتش به روی کنسرت ها بزند. 
این ویدئو با این پیام به پایان می رسد: «چه موقع به پایان خواهد رسید؟ وقتی افراد به اندازه کافی مراقبت می کنند. برای رأی دادن در vot.gov ثبت نام کنید. صدای خود را بشنوید و به تغییر قوانین اسلحه در آمریکا کمک کنید.» از ماه مه سال ۲۰۲۰، این موزیک ویدیو بیش از ۴۴ میلیون بازدید دارد. 